# Osmar dos Santos
Osmiro "Osmar" Barbosa dos Santos (ur. 20 października 1968 w Marílii) – brazylijski lekkoatleta specjalizujący się w biegach krótko- i średniodystansowych. Brązowy medalista halowych mistrzostw świata, srebrny medalista igrzysk panamerykańskich i mistrzostw Ameryki Południowej, złoty medalista mistrzostw ibero-amerykańskich, trzykrotny olimpijczyk (Atlanta, Sydney, Ateny).

## Przebieg kariery
W 1996 roku sięgnął po srebrny medal mistrzostw ibero-amerykańskich, który wywalczył w konkurencji biegu sztafet 4 × 400 m. Był także uczestnikiem igrzysk olimpijskich w Atlancie, startował on w dwóch konkurencjach – w biegu na 400 m odpadł w eliminacjach, zajmując w grupie 5. miejsce z czasem 46,16 a w sztafecie 4 × 400 m brazylijska ekipa z jego udziałem odpadła również w fazie eliminacji, zajmując w grupie 3. miejsce z czasem 3:02,51.
Rok później brał udział w halowych mistrzostwach świata w Paryżu. W ich ramach był członkiem sztafety 4 × 400 m, która odpadła w eliminacjach. Zaliczył start na igrzyskach olimpijskich w Sydney, tym razem startował w konkurencji biegu na 800 m – odpadł w półfinale zmagań, uzyskując czas 1:47,68 i plasując się z nim na 8. miejscu w grupie oraz 20. miejscu w gronie wszystkich lekkoatletów.
W 2003 roku zdobył w konkurencji biegu na 800 m srebrne medale mistrzostw Ameryki Południowej oraz igrzysk panamerykańskich. Na mistrzostwach globu w Paryżu wywalczył 8. miejsce w finale konkursu biegu na tym samym dystansie. Uczestniczył w halowych mistrzostwach świata w Budapeszcie, gdzie w konkurencji biegu na 800 m zdobył brązowy medal.
Na igrzyskach olimpijskich w Atenach również startował w zawodach w konkurencji biegu na 800 m. Start zakończył w fazie półfinałowej, uzyskując czas 1:48,23 i zajmując 7. miejsce w grupie oraz 22. miejsce w gronie wszystkich półfinalistów.

## Osiągnięcia
| Rok     | Zawody                          | Miasto        | Miejsce | Konkurencja        | Wynik   |
| ------- | ------------------------------- | ------------- | ------- | ------------------ | ------- |
| 1996    | Mistrzostwa ibero-amerykańskie  | Medellín      | srebro  | sztafeta 4 × 400 m | 3:04,28 |
| 1996    | Igrzyska olimpijskie            | Atlanta       | 5. H    | bieg na 400 m      | 46,16   |
| 1996    | Igrzyska olimpijskie            | Atlanta       | 3. H    | sztafeta 4 × 400 m | 3:02,51 |
| 1997    | Halowe mistrzostwa świata       | Paryż         | 5. H    | sztafeta 4 × 400 m | 3:10,50 |
| 2000    | Igrzyska olimpijskie            | Sydney        | 8. SF   | bieg na 800 m      | 1:47,68 |
| 2002    | Mistrzostwa ibero-amerykańskie  | Gwatemala     | srebro  | bieg na 800 m      | 1:46,81 |
| 2002    | Puchar Świata                   | Madryt        | 6.      | bieg na 800 m      | 1:46,01 |
| 2003    | Halowe mistrzostwa świata       | Birmingham    | 6. SF   | bieg na 800 m      | 1:50,06 |
| 2003    | Mistrzostwa Ameryki Południowej | Barquisimeto  | srebro  | bieg na 800 m      | 1:46,92 |
| 2003    | Igrzyska panamerykańskie        | Santo Domingo | srebro  | bieg na 800 m      | 1:45,64 |
| 2003    | Mistrzostwa świata              | Paryż         | 8.      | bieg na 800 m      | 1:46,28 |
| 2004    | Halowe mistrzostwa świata       | Budapeszt     | brąz    | bieg na 800 m      | 1:46,26 |
| 2004    | Mistrzostwa ibero-amerykańskie  | Huelva        | DNF     | bieg na 800 m      | N/A     |
| 2004    | Igrzyska olimpijskie            | Ateny         | 7. SF   | bieg na 800 m      | 1:48,23 |
| 2005    | Mistrzostwa świata              | Helsinki      | 6. H    | bieg na 800 m      | 1:47,74 |
| 2006    | Halowe mistrzostwa świata       | Moskwa        | 3. H    | bieg na 800 m      | 1:48,30 |
| 2006    | Mistrzostwa ibero-amerykańskie  | Ponce         | złoto   | bieg na 800 m      | 1:46,22 |
| Źródło: |                                 |               |         |                    |         |

W 2000, 2002 i 2003 roku otrzymał tytuł mistrza kraju w konkurencji biegu na 800 m.

## Rekordy życiowe
- bieg na 400 m – 46,16 (26 lipca 1996, Atlanta)
- bieg na 800 m – 1:44,87 (22 lipca 2000, Rio de Janeiro)
- sztafeta 4 × 400 m – 3:02,51 (2 sierpnia 1996, Atlanta)

Halowe
- bieg na 800 m – 1:45,96 (14 lutego 2004, Fayetteville)
- sztafeta 4 × 400 m – 3:10,50 (8 marca 1997, Paryż)

Źródło: 